# 倪道烺
倪 道烺（げい どうろう）は、中華民国の政治家・軍人。中華民国維新政府、南京国民政府（汪兆銘政権）の要人。字は炳文。北京政府・安徽派の有力軍人であった倪嗣沖の甥。

## 事跡
1913年（民国2年）、安徽督軍となった倪嗣沖の下で、倪道烺は長蘆塩雲銷総局総弁となる。1918年（民国7年）、鳳陽関監督に任ぜられた。1921年（民国10年）6月2日、倪道烺は学生デモを武力で鎮圧したため（安徽六・二惨案）、非難を浴びて失脚し、一時天津に蟄居している。
1924年（民国13年）11月、段祺瑞が臨時執政として復権すると、安徽軍事善後特派員に任命された。1927年（民国16年）初頭に、張宗昌が安国軍副総司令兼直魯聯軍総司令になると、倪道烺は直魯聯軍予備軍軍長となった。しかし、直魯聯軍が中国国民党の北伐軍に敗北すると、倪道烺は再び天津に逃げ込んで蟄居した。
1937年（民国26年）、日中戦争（抗日戦争）が勃発すると、倪道烺は梁鴻志・殷汝耕・江朝宗・王揖唐らと密かに連絡を取り合い、親日政権樹立を画策する。1938年（民国27年）7月、安徽省地方維持会会長となる。11月、中華民国維新政府に参加して安徽省省長に任ぜられた。
1940年（民国29年）3月、倪道烺はそのまま汪兆銘（汪精衛）の南京国民政府に参加し、9月、安徽省政府主席に改めて任ぜられている。1943年（民国32年）1月、安徽省政府主席から安徽省長に改めて任ぜられたが、同月中に辞任した。なお、1942年（民国31年）からは、国民政府委員をつとめている。
日本敗北後、倪道烺は蔣介石の国民政府により、漢奸として逮捕された。中華人民共和国成立後の1952年3月、身柄を蚌埠市に移送されている。5月10日、蚌埠市軍事管制委員会軍法処により、改めて「叛国投敵」の罪に問われて処刑された。享年74（満73歳）。